# Kristianstads fotbollsarena
Kristianstads fotbollsarena är en fotbollsarena i Kristianstad i Skåne.
Arenan invigdes i april 2018.
Arenan är hemmaarena för bland andra Kristianstads DFF och Kristianstad FC. Huvudplanen är godkänd för spel i Damallsvenskan, Superettan, Superserien för herrar och damer enligt Svenska Fotbollförbundets och Svenska Amerikansk Fotbollförbundets krav.
Läktaren har drygt 1 200 sittplatser och 1 300 ståplatser, VIP-avdelning, omklädningsrum samt serverings- och arrangemangsytor. Platsen är en del av det större så kallade Kristianstads arenaområde.
Underlaget på huvudplanen är hybridgräs, som är en mix av gräs och konstgräs. Detta ger en mer hållbar spelplan och ökar antalet timmar som kan användas under säsongen samtidigt som man behåller känslan av en naturlig gräsyta.